# Tsumebita
La tsumebita és un mineral de la classe dels fosfats, que pertany al supergrup de la brackebuschita. Rep el nom de la localitat de Tsumeb, a Namíbia, la seva localitat tipus.

## Característiques
La tsumebita és un fosfat de fórmula química Pb₂Cu(PO₄)(SO₄)(OH). Cristal·litza en el sistema monoclínic. La seva duresa a l'escala de Mohs és 3,5.
Segons la classificació de Nickel-Strunz, la tsumebita pertany a «08.BG: Fosfats, etc. amb anions addicionals, sense H₂O, amb cations de mida mitjana i gran, (OH, etc.):RO₄ = 0,5:1» juntament amb els següents minerals: arsentsumebita, bearthita, brackebuschita, gamagarita, goedkenita, arsenbrackebuschita, feinglosita, bushmakinita, tokyoïta, calderonita, melonjosephita i tancoïta.

## Formació i jaciments
Va ser descoberta a la mina Tsumeb, situada a la localitat homònima de la regió d'Otjikoto, a Namíbia. També a Namíbia se n'ha trobat a la mina Gross Otavi, a la regió d'Otjozondjupa. A fora del país africà també ha estat descrita a Xile, els Estats Units, Anglaterra, França, Alemanya, Itàlia, la República Democràtica del Congo, el Japó i Austràlia.